# Осмо В'янська
Осмо В'янська (фін. Osmo Vänskä; нар. 28 лютого 1953, Сяамінки, Фінляндія) — фінський диригент.

## Біографія та творчість
Закінчив Академію Сібеліуса (Гельсінкі) як кларнетист. Стажувався як кларнетист у Берліні у Карла Ляйстера. У 1971—1976 кларнетист у філармонічному оркестрі Турку, у 1977—1982 рр. — перший кларнет Філармонічного оркестру Гельсінкі. 1979 року закінчив Академію Сібеліуса як диригент (клас Йорми Панули). Перша премія на Міжнародному конкурсі молодих диригентів у Безансоні (1982).
У 1988—2008 роках — головний диригент симфонічного оркестру м. Лахті (Фінляндія). З 2003 — головний диригент оркестру шт. Міннесота (США), з яким неодноразово гастролював у Європі (зокрема, у рідній Фінляндії). Одночасно керував й іншими оркестрами: у 1993—1996 — Ісландським симфонічним, у 1996—2002 рр. — Шотландським симфонічним. Як запрошений диригент виступав з провідними європейськими та американськими симфонічними оркестрами.
Відомий як активний пропагандист фінської музики. Виконував у концертах і записав на CD усі оркестрові твори Я. Сібеліуса: у 1995—1997 рр. симфонії, 1995—2007 рр. — Численні симфонічні поеми і сюїти, а також музику фінських композиторів К. Аго, У. Кламі, Й. Кокконена, Е. Раутаваара. Серед інших аудіозаписів В'янська — всі симфонії К. Нільсена та Л. ван Бетховена. У 2017 р. розпочав великий проєкт аудіозапису оркестрової музики Г. Малера.

## Визнання
Неодноразово отримував премії фірми «Грамофон». Почесний доктор університету в Глазго. У США названий «диригентом 2005 року». Премія «Греммі» (2014).